# یکپارچه‌سازی مداوم

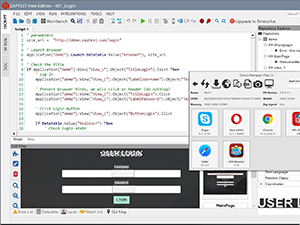
یک اسکرین‌شات از نرم‌فزار زاپ‌تست.

یکپارچه‌سازی مداوم یا ادغام مداوم (به انگلیسی: Continuous integration) در برنامه‌نویسی به مجموعه‌ای از روش‌ها می‌گویند که باعث حفظ انسجام کد می‌شود و از به‌هم‌ریختگی کد جلوگیری می‌کند. این روش‌ها مبتنی بر build کردن مداوم پروژه پس از هر تغییر در کد توسط برنامه‌نویسان و اجرای تست کیس‌های برنامه است. به عنوان مثال هر زمان که یک commit توسط توسعه‌دهنده بر روی مخزن پروژه push شود همهٔ تست‌ها اجرا می‌شود تا بتوان اطمینان حاصل نمود که همهٔ قسمت‌های پیشین کد و قسمت‌های تازه نوشته‌شده با یک‌دیگر سازگاری دارد و درست کار می‌کند.